# Realismo social

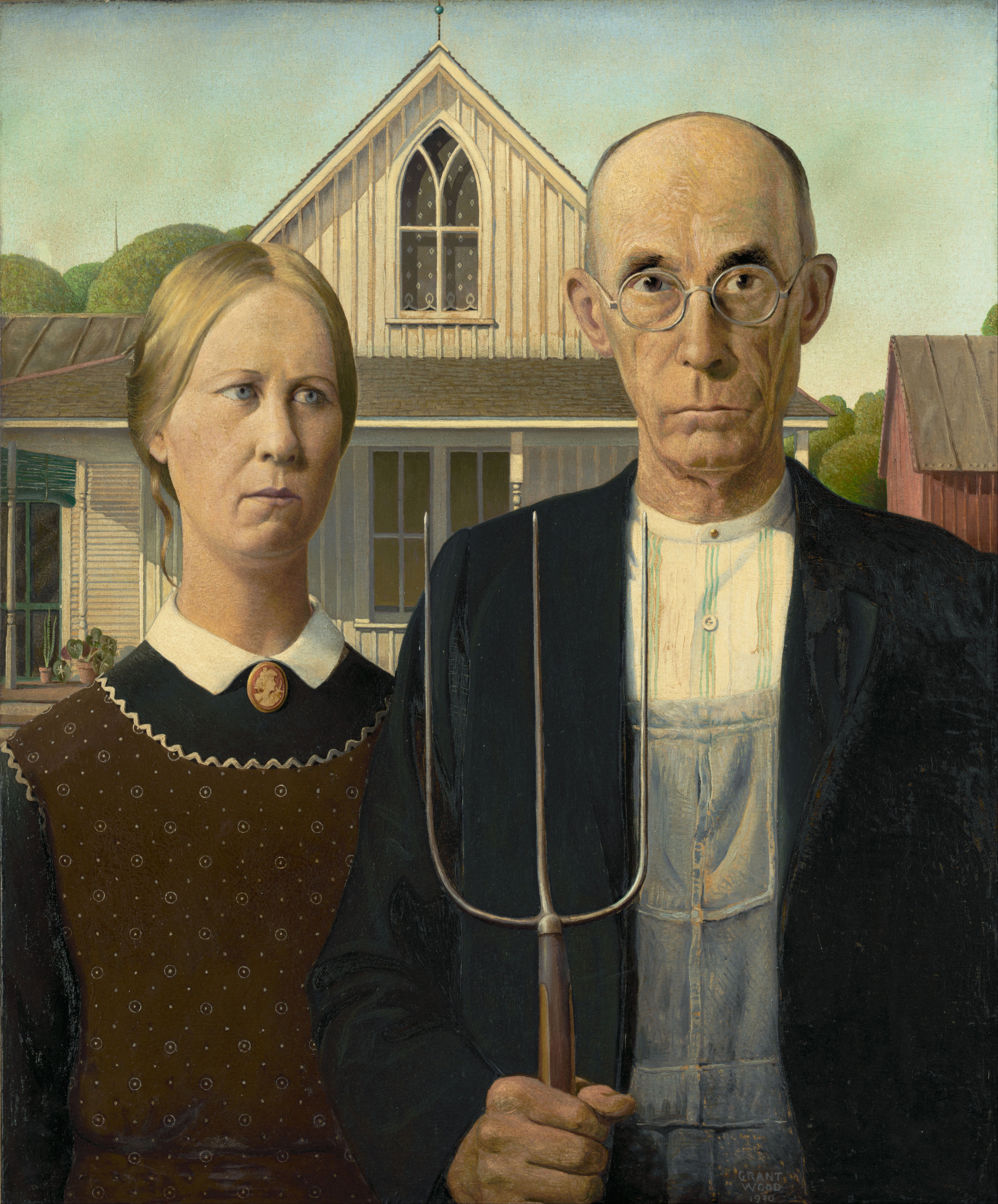
Magnum opus do pintor Grant Wood feita em 1930, Gótico Americano tornou-se um ícone amplamente conhecido (e frequentemente parodiado) do realismo social

Realismo social é o termo usado para designar trabalhos produzidos por pintores, gravadores, fotógrafos, escritores e cineastas que visam chamar a atenção para as reais condições sociopolíticas da classe trabalhadora como meio de criticar as estruturas de poder por trás dessas condições. Embora as características do movimento variem de nação para nação, quase sempre utiliza uma forma de realismo descritivo ou crítico. Tendo suas raízes no realismo europeu, o realismo social visa revelar as tensões entre uma força opressora hegemônica e suas vítimas.
O termo é às vezes usado de forma mais restrita para um movimento artístico que floresceu entre as duas Guerras Mundiais como reação às dificuldades e problemas sofridos pelas pessoas comuns após a Quinta-Feira Negra. Para tornar sua arte mais acessível a um público mais amplo, os artistas recorreram a retratos realistas de trabalhadores anônimos e também de celebridades como símbolos heroicos de força em face à adversidade. O objetivo dos artistas ao fazer isso era político, pois desejavam expor as condições de deterioração das classes pobres e trabalhadoras e responsabilizar os sistemas governamentais e sociais existentes.
O realismo social não deve ser confundido com o realismo socialista, a forma de arte oficial soviética que foi institucionalizada por Josef Stalin em 1934 e mais tarde adotada por partidos comunistas aliados em todo o mundo. Também é diferente do realismo, pois não apenas apresenta as condições dos pobres, mas o faz transmitindo as tensões entre duas forças opostas, como entre os fazendeiros e seu senhor feudal. No entanto, às vezes os termos realismo social e realismo socialista são usados alternadamente.